# Filotas (músico)
Filotas (en griego, Φιλωτας) fue un poeta ditirámbico y músico de la Antigua Grecia que vivió entre el siglo V y el IV a. C.
Fue discípulo de Filóxeno de Citera, y tenía posesiones en la isla de Samos. 
De las pocas noticias que de él se tienen es que consiguió una victoria sobre su contemporáneo Timoteo de Mileto y que fue objeto, por este motivo, de la acerada e ingeniosa crítica de su amigo Estratónico. También fue nombrado defensor de Timón de Atenas, que tenía fama de misántropo, ante las acusaciones de Estratónico de que había aborrecido a todos los hombres.